# NGC 1210
NGC 1210 (również PGC 11666) – galaktyka soczewkowata (SB0), znajdująca się w gwiazdozbiorze Pieca. Odkrył ją 13 listopada 1885 roku Ormond Stone.